# Chameen Loca
Chameen Loca (* 9. Februar 1990 in Berlin als Chameen von Klepacki) ist eine deutsche Sängerin, Model und Laiendarstellerin.

## Leben
Loca wurde durch die Reality-Seifenoper Berlin – Tag & Nacht bekannt, in der sie von 2011 bis 2017 mit einer einjährigen Unterbrechung mitwirkte. Darüber hinaus stand sie für dieselbe Sendergruppe und dessen Format Verdachtsfälle vor der Kamera.
Des Weiteren betreibt Loca einen eigenen YouTube-Kanal.

## Diskografie

### Singles
- 2013: Gehn aus

## Filmografie
- 2011–2017: Berlin – Tag & Nacht
- 2012: Verdachtsfälle